# 甘泉線
甘泉線（かんせんせん、中文表記: 甘泉铁路）は、は中華人民共和国内モンゴル自治区のバヤンノール市、包頭市、オルドス市を通過する、モンゴルウムヌゴビ県のタバントルゴイ炭田の輸入石炭を輸送する電化単線鉄道である。
北は中国・モンゴル間の国境である甘其毛都を起点とし、南は包神線の万水泉南駅付近に接続する。
神華集団が管理し、神華甘泉鉄道有限公司が運営している。
全長366.9キロ。
鉄道等級は中国国鉄一級、限界勾配は上り6‰、下り13‰、最小曲線半径は一般区間1200m、難関区間800m、発着線の有効長は河西～金泉間1050m（1700mに延長可能）、金泉～甘其毛都間は1700mであり、半自動閉塞である。全線で17の駅がある。
2010年8月1日に正式に着工し、2012年9月15日に開通した。
2022年9月9日、モンゴルのタバントルゴイ－ガシューンスハイト鉄道が開通、甘泉線と接続した。